# Kuta Pengkih
Kuta Pengkih is een bestuurslaag in het regentschap Karo van de provincie Noord-Sumatra, Indonesië. Kuta Pengkih telt 1493 inwoners (volkstelling 2010).